# Italiens storstadsregioner

Karta över Italiens storstadsregioner.

Italiens storstadsregioner (italienska città metropolitane d'Italia) är administrativa enheter i Italien. Italiens storstadsregioner är fjorton till antalet: 
1. Bari
2. Bologna
3. Cagliari
4. Catania
5. Florens
6. Genua
7. Messina
8. Milano
9. Neapel
10. Palermo
11. Reggio Calabria
12. Rom
13. Turin
14. Venedig